# Claudius Clavus
Claudius Clavus, Claudius Claussøn Swart, (född 14 september 1388, dödsår okänt) var en dansk geograf som anses ha ritat den första någorlunda korrekta kartan över Norden.
Han ska ha fötts i byn Salling på Fyn, Danmark. Omkring 1412 påbörjade han resor i Norden och kan ha kommit så långt norrut som till 70:e breddgraden. Omkring 1423-24 anländer han till Rom där han blir bekant med kardinal Giordano Orsini och påvens sekreterare Francesco Poggio, vilka bägge arbetar med att uppdatera äldre kartverk, och Clavus blir den som bidrar med kunskaper om Norden, i synnerhet om Island och Grönland om vilka kunskaperna i Rom var mycket dåliga.
Clavus alla originalverk är försvunna men delar finns återtryckt bland annat i verk av de tyska kartograferna Donnus Nicholas Germanus och Henricus Bartellus Germanus.